# 萩荘村
萩荘村（はぎしょうむら）は、昭和29年（1954年）まで岩手県西磐井郡にあった村。現在の一関市萩荘にあたる。

## 沿革
- 明治22年（1889年）4月1日 - 町村制施行にともない、市野々村・上黒沢村・下黒沢村・達古袋村の計4か村が合併して萩荘村が発足。
- 昭和30年（1955年）1月1日 - 厳美村・弥栄村および東磐井郡舞川村と共に一関市と合併し、新制の一関市となる。

## 行政
- 歴代村長

| 代 | 氏名         | 就任                       | 退任                       | 備考 |
| -- | ------------ | -------------------------- | -------------------------- | ---- |
| 1  | 佐藤潔親     | 明治22年（1889年）6月15日  | 明治23年（1890年）10月1日  |      |
| 2  | 荘司和一     | 明治23年（1890年）12月5日  | 明治27年（1894年）12月4日  |      |
| 3  | 中村虎三     | 明治27年（1894年）12月19日 | 明治35年（1902年）12月18日 |      |
| 4  | 萩野昌       | 明治36年（1903年）2月4日   | 明治39年（1906年）1月25日  |      |
| 5  | 穂積小一郎   | 明治39年（1906年）2月22日  | 昭和13年（1938年）2月12日  |      |
| 6  | 沼倉助十郎   | 昭和13年（1938年）3月1日   | 昭和17年（1942年）2月28日  |      |
| 7  | 菅原義実     | 昭和17年（1942年）3月3日   | 昭和21年（1946年）11月24日 |      |
| 8  | 鈴木与四之助 | 昭和22年（1947年）4月6日   | 昭和26年（1951年）4月5日   |      |
| 9  | 熊谷岩門     | 昭和26年（1951年）4月23日  | 昭和29年（1954年）12月31日 |      |